# Osmerus eperlanus
Espèce
Synonymes
- Eperlanus schonfieldii Kljukanov & McAllister, 1973[1]
- Eperlanus schonfoldii Rutty, 1772[1]
- Eperlanus vulgaris Valenciennes, 1842-56[1]
- Osmerus eperlanus eperlanus ladogensis Berg, 1932[2]
- Osmerus eperlanus eperlanus natio ladogensis Berg, 1932[1]
- Osmerus eperlanus eperlanus (Linnaeus, 1758)[1]
- Osmerus eperlanus schonfoldi McAllister, 1984[1]
- Osmerus eperlanus spirinchus (Pallas, 1814)[1]
- Salmo eperlanomarinus Bloch, 1782[1]
- Salmo eperlanus Linnaeus, 1758[1]
- Salmo spirinchus Pallas, 1814[1]

Statut de conservation UICN

 LC  : Préoccupation mineure
Osmerus eperlanus, communément appelé éperlan d'Europe, est une espèce de poissons marins appartenant à la famille des Osmeridae.
Il vit essentiellement en milieu estuarien avec parfois quelques déplacements le long de la côte littorale. Il remonte les fleuves en bancs pour pondre sur les fonds graveleux ou sableux. Sur la façade atlantique, on appelle très souvent « éperlan » un poisson qui est en fait une athérine (Atherina presbyter), également appelé  « prêtre, joël ou faux éperlan ».

## Description
La taille maximale connue pour Osmerus eperlanus est de 45 cm pour un poids maximal de 178 g, mais sa taille habituelle est d'environ 16,5 cm. Il est donné comme pouvant vivre une dizaine d'années.